# دايما في قلبي (فلم)
دايما في قلبي هو فيلم مصري إنتاج 1946، إخراج صلاح أبو سيف وبطولة عقيلة راتب، عماد حمدي، محمود المليجي، زوزو نبيل، دولت أبيض.

## قصة الفيلم
في إحدى غارات الحرب العالمية الثانية، التقى الضابط البحري عادل (عماد حمدي) العامل على أحد السفن التجارية، باليتيمة سنية كامل (عقيلة راتب) التي تعمل مدرسة بالملجأ الذي تربت فيه، ودخل الاثنان المخبأ، وتلاقت العيون، وانجذبا لبعضهما، واستغل عادل المعرض السنوى الذي يقيمه الملجأ، وصحب صديقه عفيفي (سعيد أبو بكر) وذهب لمقابلة سنية بالمعرض مما سبب له مشكلة مع ناظرة الملجأ (سعاد أحمد) المتزمتة، وتوالت لقاءاتهما، وتكرر تأخير سنية، ورغم محاولة صديقتها ظريفة (زوزو نبيل) تبرير سبب تأخرها، إلا إن الناظرة نجحت في فصل سنية من الملجأ، ولجأت سنية لحبيبها عادل في البنسيون الذي ينزل فيه، وقرر عادل ان يتزوجها، لولا ان استدعاء له ولزميله عفيفي، لإستعداد السفينة للسفر في رحلة تجارية، فترك سنية في رعاية صاحبة البنسيون التركية مدام نازك (زينب صدقي)، ولكن السفينة تعرضت لقذف من الطائرات الألمانية وتم غرقها، فأصيبت سنية بصدمة شديدة، وتولت زميلتها ظريفة رعايتها على قدر امكاناتها، حتى فصلت من الملجأ، وإضطرت للعمل في أحد الصالات من اجل صديقتها، ثم قررت مدام نازك بيع البنسيون والعودة لإستنبول، وإشترى البنسيون راغب (محمود المليجي) وعمته بهية هانم (رفيعة الشال)، واقدم راغب بيه على مساعدة سنية حتى تم لها الشفاء من مرضها، لتكتشف سنية وضاعة راغب بيه، ورغبته الحقيقية في تقديمها لراغبى المتعة، بعد ان حول البنسيون إلى ماخور، ولكن سنية اعترضت وصفعت الزبون عصام بيه (السيد بدير) تاجر القطن، فضربها راغب بيه، وقامت عمته بهية بتقديم مشروب به مخدر لسنية، ليقوم راغب بيه باغتصابها ليكسر عينها، واضطرت سنية لمجاراة اهواء راغب حتى تتمكن من الهروب، حسب نصيحة زميلتها ظريفة لها، وعندما جاءتها الفرصة هربت من الشباك، أثناء هجوم البوليس على البنسيون، والقبض على راغب بيه، الذي إتضح انه القواد مدبولي، وان بهية هي زوجته بمبه، وتمكنت القوات من القبض على سنية، والتي أكدت للضابط محسن (محمود السباع) برائتها، وأنها كانت مغلوبة على امرها، فأفرج عنها وحذرها من العودة، وحاولت ظريفة ان تلحق سنية في عمل جديد تقيمه سيدة فاضلة لمساعدة التائبات، ولكن سنية اكتشفت أن عادل على قيد الحياة، وأنه كان أسيرا، وقرر ان يتزوجها، وقدمها لإمه (دولت أبيض) وأبيه (منسي فهمي) الذين رحبوا بها، وحاولت سنية ان تشرح لأم عادل موقفها، فإكتشفت انها تعرف كل شيء عنها وان أهم شيء يهمها هو الشرف فقط، فتركت سنية المنزل، تبغى الانتحار، وحاولت الوقوف في وجه القطار، ولكن تم انقاذها، وحملها لمنزل عادل، واكتشفت سنية أن الضابط محسن من أقرباء عادل، والذي ما أن رأى سنية حتى ابتسم وإلتزم الصمت، وكأنه أعطى الأمان لسنية لتبدأ حياة جديدة مع عادل. 

## فريق العمل
إخراج: صلاح أبو سيف
تأليف: السيد بدير
بطولة:
- عقيلة راتب
- عماد حمدي
- محمود المليجي
- زوزو نبيل
- دولت أبيض
- زينب صدقي
- منسي فهمي
- عبد الحميد زكي
- حسن كامل
- محمود السباع
- السيد بدير
- سعيد أبو بكر
- سعاد أحمد
- رفيعة الشال

## روابط خارجية
- مقالات تستعمل روابط فنية بلا صلة مع ويكي بيانات